# 容積式泵
容积泵，能量通过力的作用，周期性地向1个或1个以上的移动式有效附件的界面、液体——相当于容积施加，导致压力直接上升，达到输送液体通过阀门或管件直至排出管线所需压力的装置。

## 柱塞泵
最常見的容積泵為柱塞泵，此類泵以柱塞數量分類，有單柱塞泵、三柱塞式泵、及多柱塞式泵。容積泵的缺點淺顯易見，那就是瞬間流量以及壓力的不可穩定性，由於容積泵原理為利用柱塞或相關組件來進行加壓以及運輸液體的動作，不可避免的會因為曲軸而造成往復運動中柱塞活動的速度不斷變化，因此單一柱塞所產生的流量也會不停變化。所以為了減少高壓水泵的流量及壓力脈動幅度，高壓水泵採用多柱塞往復運動方式來達到相對穩定的瞬間壓力及流量。因此為了能在工作中達到相對穩定的流量以及壓力，容積泵又多以三柱塞或以上之方式呈現、並以曲軸帶動復數柱塞做出往復運動來穩定瞬間流量。
高壓柱塞泵的用途廣泛，從高壓水刀、機場跑道清理、食品加工到精密工業皆是柱塞泵的使用範圍。